# NKT-Zelle
Natürliche Killer-T-Zellen oder kurz NKT-Zellen sind eine sehr heterogene Untergruppe der T-Zellen. Trotz ihres Namens sind NKT-Zellen echte T-Zellen und keine NK-Zellen.

## Entdeckung
Die erste Entdeckung im Zusammenhang mit NKT-Zellen wurde 1986 bei Untersuchungen zu der Vielgestaltigkeit der T-Zell-Rezeptoren (TCR) in Mäusen gemacht. Dabei wurde eine kleine Population von T-Zellen entdeckt, die alle einen ähnlichen T-Zell-Rezeptor besaßen, der nur aus wenigen der vielen möglichen Rezeptor-Gensegmenten zusammengesetzt war. Einige Jahre später wurde entdeckt, dass diese Zellen Rezeptoren von NK-Zellen exprimieren und mit ihrem T-Zell-Rezeptor nicht an MHC-Moleküle binden, sondern an das MHC-ähnliche Molekül CD1d. CD1d präsentiert Lipide im Gegensatz zu MHC-Molekülen die Peptide präsentiert.
Diese Zellen wurden NKT-Zellen genannt (NK1.1 T-Zelle), da sie neben anderen NK-Rezeptoren den Lektin-ähnlichen NK1.1 Rezeptor trugen. Heute ist aber bekannt, dass nicht alle murinen NKT-Zellen NK1.1 (oder in Menschen das Homolog CD161) auf ihrer Oberfläche tragen.
Die heutige Definition von NKT-Zellen ist daher nicht mehr auf NK1.1 bezogen, sondern lautet: NKT-Zellen sind echte T-Zellen mit einer Restriktion zu CD1d.
Ein künstlich erzeugter Subtyp ist die Zytokin-induzierte Killerzelle.

## Entwicklung
NKT-Zellen entwickeln sich, wie normale T-Zellen, im Thymus aus Vorläuferzellen, sogenannten Thymozyten. Im doppelpositiven Stadium, d. h. wenn die Moleküle CD4 und CD8 auf der Zelloberfläche exprimiert werden, entwickelt sich bei NKT-Zellen ein bestimmter Typ von T-Zell-Rezeptor, der Lipide auf CD1d Molekülen erkennen kann. In diesem Stadium findet eine positive Selektion statt, bei der die Bindung des TCR an CD1d überprüft wird. Eine negative Selektion ist nicht bekannt. In der weiteren Entwicklung im Thymus erwerben NKT-Zellen einen voraktivierten Status, ähnlich wie Gedächtniszellen, und exprimieren Rezeptoren, die eigentlich typische Marker für NK-Zellen sind, darunter CD56, Neural cell adhesion moleclue-1 (NCAM-1) und NKG2D. Manche Zellen exprimieren auch NK1.1 (in Mäusen) bzw. CD161 (im Menschen).

## Funktion
NKT-Zellen haben vielfältige Funktionen im Körper. Einerseits sind sie in der Lage, durch ihre NK-Zell-Rezeptoren wie NKG2D virusinfizierte Zellen oder Tumorzellen zu vernichten. Auch durch das Erkennen von fremden Lipiden (z. B. von intrazellulären Bakterien) über ihren T-Zell-Rezeptor können sie infizierte Zellen beseitigen. In beiden Fällen werden dazu die zytotoxischen Effektormoleküle Perforin und Granzyme ausgeschüttet.
Eine weitere Möglichkeit infizierte Zellen abzutöten, besteht in der Interaktion von sogenannten Todesrezeptoren mit -liganden wie Fas/FasL, TRAIL oder TNF/TNF-Rezeptor. Dabei leitet die NKT-Zelle direkt in der Ziel-Zelle den kontrollierten Zelltod ein.
Darüber hinaus produzieren NKT-Zellen große Mengen an Zytokinen wie IL-4, IL-13 und TGF-β aber auch IL-2 und IFN-γ.
Die Auswirkungen von NKT-Zell-Aktivität auf die Immunantwort können sowohl stimulierend als auch inhibierend sein, je nachdem welche Zytokine ausgeschüttet werden.